# Samer Saeed
Pour les articles homonymes, voir Saeed.
Samer Saeed Mujbel Al Mamouri (arabe : سامر سعيد مجبل) (né le 1er juillet 1987 à Hilla en Irak) est un footballeur international irakien, qui évolue au poste de milieu de terrain.

## Biographie

### Carrière en sélection
Avec l'équipe d'Irak, il joue 24 matchs officiels (pour aucun but inscrit) entre 2008 et 2011. 
Il figure dans le groupe des sélectionnés lors de la coupe d'Asie des nations de 2011, où son équipe atteint les quarts de finale.
Il participe également à la coupe des confédérations de 2009. Lors de la compétition, il joue un match contre l'Espagne.
Il joue enfin 4 matchs comptant pour les tours préliminaires de la coupe du monde 2014.